# Мадениет (Ордабасинский район)
Мадениет (каз. Мәдениет) — село в Ордабасинском районе Туркестанской области Казахстана. Входит в состав Карааспанского сельского округа. Код КАТО — 514643780.

## Население
В 1999 году население села составляло 248 человек (125 мужчин и 123 женщины). По данным переписи 2009 года, в селе проживало 346 человек (179 мужчин и 167 женщин).